# Bonifacio Ferrer
Fray Bonifacio o Bonifaci Ferrer (Valencia, 1350-Villa de Altura, 29 de abril de 1417jul.) fue un religioso valenciano, hermano de san Vicente Ferrer, conocido por ser traductor de la Biblia a una lengua romance, en concreto al valenciano.

## Biografía
Hermano del conocido predicador dominico Vicente Ferrer, al principio de su vida siguió pasos distintos de los de este; tras cursar estudios en la universidad de Perusa y la de Lérida regresó a su tierra natal para ejercer diversas funciones oficiales en nombre del ayuntamiento valenciano y actuar como embajador del reino.
Tras la muerte de su esposa y de nueve de sus once hijos, y bajo la influencia de su hermano, ingresó en el monasterio cartujo de Porta Coeli. Aparte de escribir algunas obras en latín, durante esta época se ocupó en realizar su obra más importante, la traducción al valenciano de la Biblia a partir de la versión latina conocida como Vulgata, elaborada por San Jerónimo. Su obra fue uno de los primeros libros en ser impresos en la península ibérica varios años después de su muerte, concretamente en 1478, a manos del célebre impresor Lambert Palmart. No se ha conservado de esta edición sino solamente el colofón, que se custodia en la biblioteca de la Hispanic Society:
Gracies infinides sien fetes al omnipotent Deu e senyor nostre Jesucrist, e a la humil e sacratissima Verge Maria, mare sua. Acaba la Biblia, molt vera e catholica, treta de una Biblia del noble mossen Berenguer Vives de Boïl, cavaller, la qual fon trelladada de aquella propia que fon arromançada, en lo Monestir de Portaceli, de lengua latina en la nostra valenciana, per lo molt reverend micer Bonifaci Ferrer, doctor en cascun Dret e en la facultat de sacra Theologia, e don de tota la Cartoxa, germà del benaventurat sanct Vicent Ferrer, del Orde de Pricadors, en la cual translacio foren, e altres singulars, homens de sciencia. E ara derrerament, aquesta es stada diligentment corregida, vista e reconeguda, per lo reverend mestre Jaume Borrell, mestre en sacra Theologia, del Orde de Pricadors e inquisidor en Regne de Valencia. Est stada empremtada en la ciutat de Valencia, a despeses del magnifich en Philip Vizlant, mercader, de la villa de Isne de Alta Alamanya, per mestre Alfonso Fernandez de Cordova, del Regne de Castella, e per mestre Lambert Palomar, alamany, mestre en Arts. Començada en lo mes de febrer del any mil quatrecents setantaset, e acabada en lo mes de març del any mil CCCCLXXVIII.
La relevancia de su persona le permitió ser uno de los tres representantes del Reino de Valencia junto con su hermano San Vicente Ferrer y Pedro Beltrán en el compromiso de Caspe, por el cual se decidió la sucesión de Martín I de Aragón a causa de haber fallecido este sin descendencia.
Posteriormente ingresó en la Cartuja de Vall de Cristo en la localidad de Altura, de la que llegó a ser prior mayor. Una vez allí se dedicó, ente otras cosas, a fabricar una serie de imágenes de la virgen María. La aparición de una de ellas un siglo más tarde en la Cueva Santa provocó la santificación de este lugar.
En 1417 muere Bonifacio Ferrer y es enterrado en el nuevo cementerio situado en el Claustro Mayor de la Cartuja de Vall de Cristo, en la Villa de Altura; a los pies de la Capilla de Almas (construcción ordenada por Don Luis Mercader).
El 29 de abril de 1917, los restos mortales de Fray Bonifacio Ferrer que en un primer momento, tras su fallecimiento reposaban en la Cartuja de Vall de Crist y posteriormente en la Iglesia de San Miguel Arcángel de la Villa de Altura (13 de abril de 1895); fueron trasladados al Santuario de la Cueva Santa donde reposaron desde aquel momento, hasta la guerra Civil Española, fecha en la que fueron destruidos, a pesar de que se conserva su sarcófago de piedra en la misma Cueva Santa.
Fuente: Libro "Historia de la Villa de Altura. Desde sus orígenes a la actualidad".